# Avalon (1990)
Avalon ist ein US-amerikanisches Filmdrama von Barry Levinson aus dem Jahr 1990. Der autobiografisch gefärbte Film wurde für vier Oscars nominiert, ging bei der Verleihung aber leer aus.

## Handlung
Der russisch-jüdische Immigrant Sam Krichinsky kommt am 4. Juli 1914 nach Amerika und zieht nach Baltimore. Dort bringt er es gemeinsam mit seinen Brüdern zu einigem Wohlstand. Die Familie wohnt zusammen, viele Feste werden gefeiert. Doch bereits Sams Söhne Izzy und Jules entfernen sich innerlich und räumlich vom Familienclan und ändern ihre Namen. Die Modernität ändert das Zusammenleben der Familien und Sam fällt es zunehmend schwerer, das moderne Leben zu verstehen. Sams Enkel Michael ist der einzige, der noch auf die alten Geschichten seines Großvaters hört.

## Hintergrund
Neben American Diner, Tin Men und Liberty Heights ist Avalon der vierte Film, der in Levinsons Heimatstadt Baltimore spielt. Der von TriStar Pictures vertriebene Film hatte am 5. Oktober 1990 Premiere, in Deutschland kam er am 7. März 1991 in die Kinos. Der Film spielte in Nordamerika circa 15,7 Millionen US-Dollar ein.

## Kritiken
„Von Barry Levinson mit vielen autobiografischen Details ausgestattet, in Einzelszenen ansprechend und atmosphärisch dicht, doch ohne gesellschaftlichen Hintergrund auf die isolierte Betrachtung der Familie konzentriert. Eine Sammlung nostalgischer Albumblätter, die trotz hervorragender Darsteller letztlich enttäuscht.“

„Melancholisch, heiter und sehr anrührend“

## Auszeichnungen und Nominierungen
Bei der Oscarverleihung 1991 war Avalon für die Beste Kamera (Allan Daviau), das Beste Kostümdesign (Gloria Gresham), das Beste Original-Drehbuch (Barry Levinson) und die beste Musik (Original Score) (Randy Newman) nominiert. Bei den Golden Globe Awards erreichte der Film drei Nominierungen, in den Sparten Bester Film – Drama, Beste Musik und Bestes Drehbuch. Randy Newman war außerdem 1992 für seine Filmmusik für den Grammy Award nominiert. Barry Levinson gewann 1991 den WGA Award für das beste Drehbuch der Writers Guild of America, Elijah Wood, Grant Gelt und Mindy Loren Isenstein waren als Beste Nebendarsteller für den Young Artist Award nominiert.

## Weiteres
Der Titel Avalon ist eine Anspielung auf den gleichnamigen mystischen Ort, der aus der Artussage bekannt ist. Sam empfindet bei seiner Ankunft Amerika als einen mystischen Platz.